# Mig og min lillebror og Bølle
Mig og min lillebror og Bølle er en dansk komediefilm fra 1969, instrueret af Lau Lauritzen Jr. og Lisbeth Movin, med manuskript af Aage Stentoft og Willy Breinholst.

## Medvirkende
- Dirch Passer
- Poul Reichhardt
- Karl Stegger
- Guri Richter
- Lotte Horne
- Jesper Langberg
- Peter Reichhardt
- Helge Kjærulff-Schmidt
- Else Petersen
- Preben Mahrt
- Lotte Tarp
- Christian Arhoff
- Gunnar Lemvigh
- Jørgen Weel
- Henrik Wiehe
- Lone Lau
- Erik Paaske
- Søren Steen